# Cis tetracentrum
Cis tetracentrum är en skalbaggsart som beskrevs av Henry Stephen Gorham 1886. Cis tetracentrum ingår i släktet Cis och familjen trädsvampborrare. Inga underarter finns listade i Catalogue of Life.